# Megan Prescott
Megan Elizabeth "Meg" Prescott (Londres, 4 de junho de 1991) é uma actriz britânica que ficou conhecida pela interpretação de Katie Fitch na série inglesa vencedora do prémio BAFTA, Skins. É irmã gêmea e mais nova de Kathryn Prescott, por apenas alguns minutos.

## Filmografia
| Ano       | Filme   | Papel                     | Notas                                |
| --------- | ------- | ------------------------- | ------------------------------------ |
| 2008      | Doctors | Charlotte "Cookie" Wilcox | Episódio: "Dare, Double Dare, Truth" |
| 2009–2010 | Skins   | Katie Fitch               | série de televisão, elenco principal |
| 2012      | Skins   | Katie Fitch               | série de televisão, elenco principal |